# Woodbury (Georgia)
Woodbury is een plaats (city) in de Amerikaanse staat Georgia, en valt bestuurlijk gezien onder Meriwether County.

## Demografie
Bij de volkstelling in 2000 werd het aantal inwoners vastgesteld op 1184.
In 2006 is het aantal inwoners door het United States Census Bureau geschat op 1089, een daling van 95 (-8,0%).

## Geografie
Volgens het United States Census Bureau beslaat de plaats een oppervlakte van
5,2 km², geheel bestaande uit land. Woodbury ligt op ongeveer 235 m boven zeeniveau.

## Plaatsen in de nabije omgeving
De onderstaande figuur toont nabijgelegen plaatsen in een straal van 20 km rond Woodbury.